# Prosphytochloa prehensilis
Prosphytochloa prehensilis är en gräsart som först beskrevs av Christian Gottfried Daniel Nees von Esenbeck, och fick sitt nu gällande namn av Herold Georg Wilhelm Johannes Schweickerdt. Prosphytochloa prehensilis ingår i släktet Prosphytochloa och familjen gräs. Inga underarter finns listade i Catalogue of Life.